# El vals de primavera
El vals de primavera (en hangul, 봄의 왈츠) es una serie de televisión surcoreana emitida durante 2006 y protagonizada por Seo Do Young, Han Hyo Joo, Lee So Yeon y Daniel Henney.
Fue trasmitida en su país de origen por KBS 2TV desde el 14 de enero hasta el 19 de marzo de 2002, finalizando con una longitud de 20 episodios al aire las noches de los días lunes y martes a las 21:55 (KST). Es la última y final de cuatro dramas dirigidos por Yoon Seok Ho de la tetralogía denominada Endless Love y relacionados con las estaciones del año, Otoño en mi corazón (2000), Sonata de Invierno (2002) y Aroma de Verano (2003).
La serie demuestra una escala mucho más pintoresca y amplia que las anteriores, dado que se filmaron las escenas en Austria y se seleccionaron nuevos actores. El aspecto de 4 jóvenes que buscan ansiosamente el amor en su irónico destino y que el drama va llegando a su clímax con el argumento, es comparable con las obras anteriores del director, pero, a diferencia de los personajes principales de los dramas anteriores, la heroína, cuyo personaje parece bastante familiar, ha hecho que su audiencia se sienta atraída, cada vez más, por el drama.
Los secretos del pasado han sido revelados uno a uno y el clímax se dibuja cercano. “El Vals de Primavera” dibuja la pasión, el amor, la reconciliación y la comprensión, entre un hombre y una mujer que compartieron un hermoso recuerdo en la niñez, y que se encuentran siendo adultos.

## Argumento
Suh Eun Young (Han Hyo Joo) que vive con su madre soltera en un bello pueblo insular, le piden que cuide de Su Ho, el hijo del amigo de su madre, de su ciudad natal. Su Ho y Eun Young viven juntos y sienten amor fraternal, pero Eun Young, que es de naturaleza enfermiza desde su niñez, llega a un punto crítico de perder su vida si no recibe una operación quirúrgica. Debido a que su familia es extremadamente pobre, son incapaces de pagar los elevados gastos médicos para la hospitalización y el tratamiento quirúrgico y se enfrentan a un callejón sin salida. Afortunadamente, un hombre y su esposa, que desean pagar los gastos médicos de Eun Young, aparecen frente a la familia. Son los padres de Yoon Jae Ha, que hace poco perdieron a su único hijo, internado en el hospital. Ellos proponen pagar los gastos médicos de Eun Young, con la condición de adoptar a Su Ho, quien se parece exactamente a su difunto hijo. Su Ho, que quiere salvar a Eun Young, se marcha a Austria con ellos y Eun Young se recupera totalmente. 
Sin embargo, la madre de Eun Young fallece poco antes, y es adoptada también y se traslada a Seúl. Como resultado, Su Ho y Eun Young viven vidas completamente diferentes. Su Ho, que vive como si fuera el verdadero Yoon Jae Ha (Seo Do Young), se cría para ser un famoso pianista y decide ir a Corea, debido a la persuasión de Song Yi Na (Lee So Yeon). Jae Ha regresa a Corea con su mánager, Phillip (Daniel Henney), y, por casualidad, encuentra a Eun Young de nuevo. Pero, él es incapaz de recordar a Eun Young porque los miembros de su familia y su apellido han cambiado desde que fue adoptada, y se llama Park Eun Young. Mientras tanto, Phillip tiene sentimientos favorables hacia Eun Young, quien es ingenua y alegre. Él trata de ser amable con ella, pero la barrera del idioma entre Phillip y Eun Young, quien no es consciente del corazón sincero de Phillip, enturbia su relación
Sin embargo, Eun Young comienza a sentirse interesada por Jae Ha, incluso aunque es excéntrico y egoísta, y Jae Ha también descubre que su afecto es atraído irresistiblemente hacia Eun Young. El irónico amor unilateral entre Yi Na, quien ama a Jae Ha, y Phillip, quien ama a Eun Young, está retratado en el hermoso pueblo isleño y en Seúl.

## Reparto

### Principal
- Seo Do Young como Yoon Jae Ha / Su Ho: 
  - Eun Won Jae como Lee Soo-ho (Joven).

Es un pianista clásico, de nueva generación, que está recibiendo toda la atención de los coreanos desde que ganó un premio en un famoso concierto. Incluso, aunque ha crecido en una rica y envidiable familia, bajo el cuidado de su padre, que es diplomático, es una persona solitaria que solo tiene un amigo, debido a su excéntrica y particular personalidad. 
Es un hijo bien educado y obediente con sus padres y nunca perjudica a otros, pero su melodía de piano siempre suena triste. Está oculto por un velo, mostrando sus verdaderos sentimientos solo a su mejor amigo y mánager, Phillip. Es una persona triste que guarda los secretos del pasado que nadie conoce, aunque tiene una personalidad carismática y un entorno maravilloso.
- Han Hyo Joo como Suh Eun Young / Park Eun Young: 
  - Han So-hee como Seo Eun-young (Joven).

Es una persona diligente que trabaja en la casa de Kimbap de su madre adoptiva, por el día, y vende accesorios y ropa de fabricación casera, en su puesto callejero, por la noche. Incluso, aunque ella no pudo finalizar sus estudios, es una persona con talento, que es buena con sus manos y es capaz de ganar el gran premio en un concurso de artesanía abierto al público.
Nunca pierde su sonrisa ni su espíritu arrojado, aunque ella viva en la pobreza. Tiene una oportunidad de visitar Austria por el premio del concurso de artesanía y conoce, por causas del destino, a Phillip y a Jae Ha. Eun Yeong, quien no sabe de su irónico destino, echa profundamente de menos a Su Ho desde su niñez.
- Lee So Yeon como Song Yi Na:

Es una competente trabajadora, que comenzó su carrera desde abajo y se convirtió en directora del departamento de planificación en una compañía líder de discos de música clásica y programadora de conciertos, por su propia habilidad, incluso aunque la compañía es propiedad de sus padres. Yi Na es una mujer perfecta, de extraordinaria belleza, con una maravillosa formación, y habilidad excepcional, pero solo hay una cosa que ella desea encarecidamente. 
Es Jae Ha, quien tocaba el piano con ella durante su niñez. A ella le ha gustado excepcionalmente Jae Ha desde que eran niños (pero el verdadero Jae Ha murió en Canadá y no se supo más de él). De esta manera, dejó de tocar el piano y se marchó para Canadá para encontrar a Jae Ha, después de que él dejase Corea. Tiene una personalidad temeraria para hacerlo. Sin embargo, no pudo encontrar a Jae Ha, pero completó sus estudios en Negocio Artístico en Canadá. Voluntariamente trata de promocionar el debut de Jae Ha en Corea, después de que viera, por casualidad, un artículo de las actividades de Jae Ha en Austria.
- Daniel Henney como Phillip:

Él es el único amigo, además del mánager global de Yoon Jae Ha. Nació de padre Austríaco y madre Coreana y se esperaba que se convirtiera en un músico prometedor durante su niñez. Toca el piano, el violonchelo, la guitarra, entre otros instrumentos, sin embargo dejó de hacerlo. En su lugar, decidió perseguir su sueño de músico, convirtiéndose en el mánager de Jae Ha, a quien Phillip reconoce que es un verdadero genio musical. No solo es una persona considerada y bondadosa que comprende con amabilidad la personalidad malhumorada de Jae Ha, sino también es una persona romántica.

### Secundario
- Geum Bo Ra como Hyun Ji Sook.
- Jung Dong Hwan como Yoon Myung Hoon.
- Kim Hae Sook como Jo Yang Soon.
- Park Chil Yong como Park Doo Shik.
- Choi Siwon como Park Sang Woo.
- Choi Ja Hye como Hong Mi Jung.
- Lee Han-wi como Lee Jong-tae.
- Park Hee Jin como Kim Hee Jin.
- Kim Mi Kyung como Kim Bong Hee, la madre de Choi Ja-hye .
- Yoon Yoo Sun como Jo Hye Sun.
- Kim Young-hoon

## Banda sonora
- «Teardrop Waltz»
- «One Love» - Loveholic (러브홀릭)
- «Childhood»
- «Cannonball» - Damien Rice
- «Clementine» - Lee Ji Soo (이지수)
- «Flower» - U-NA (유나)
- «봄의 왈츠 (Spring Waltz)»
- «내 인생의 봄날» - S.Jin (에스진)
- «A Sad Memory» - Jang Se Yong (장세용)
- «이젠 사랑할 수 있어요 (I Can Love Now)» - Yurisangja (유리상자)
- «Shadow Waltz» - Jang Se Yong (장세용)
- «무지개 (Rainbow)» - Bada
- «Song of Island» - Lee Ji Soo (이지수)
- «수호천사 (Guardian Angel)» - S.Jin (에스진)
- «Flashback»
- «마음으로 부르는 노래 (A Song Calling to My Heart)» - Myung In Hee (명인희)
- «Tears for Remembrance»

## Premios y nominaciones
| Año  | Premio           | Categoría                           | Nominado      | Resultado |
| ---- | ---------------- | ----------------------------------- | ------------- | --------- |
| 2006 | KBS Drama Awards | Premio a la alta excelencia, actriz | Kim Hae Sook  | Nominado  |
| 2006 | KBS Drama Awards | Mejor actor secundario              | Lee Han-wi    | Ganador   |
| 2006 | KBS Drama Awards | Mejor nueva actriz                  | Han Hyo Joo   | Nominado  |
| 2006 | KBS Drama Awards | Mejor actor joven                   | Eun Won Jae   | Nominado  |
| 2006 | KBS Drama Awards | Premio a la popularidad, actor      | Daniel Henney | Nominado  |

## Emisión internacional
- Colombia: RCN Televisión.
- Ecuador: Ecuavisa.
- Filipinas: ABS-CBN.
- Hong Kong: TVB.
- Japón: NHK.
- Perú: Panamericana.
- Tailandia: ITV, Channel 7.
- Taiwán: GTV.
- Venezuela: TVes.